# Гурбанов, Рагиб Алиддин оглы
Рагиб Алиддин оглы Гурбанов (азерб. Qurbanov Raqib Əliddin oğlu; род. 1973) —  судья Верховного суда Азербайджана (с 2024).

## Биография
Родился в 1973 году. В 1996 году окончил юридический факультет Бакинского государственного университета.
С 1996 по 1997 год — старший лаборант, с 1997 по 2000 год — младший научный сотрудник, с 2000 по 2004 год — научный сотрудник, с 2004 по 2007 год — старший научный сотрудник НИИ судебной экспертизы, криминалистики и криминологии Азербайджана.
Судья Ясамальского районного суда г. Баку (28 июля 2007 — 28 августа 2010).
Судья Бакинского Апелляционного суда (28 августа 2010 — 2020).
Председатель коммерческой коллегии Бакинского Апелляционного суда (6 мая 2020 — 2024).
Судья коммерческой коллегии Верховного суда Азербайджана (с 8 октября 2024).